# Missy Mazzoli
Missy Mazzoli (Lansdale, Pensilvânia, 27 de outubro de 1980) é uma compositora erudita e pianista americana. Recebeu grande calamação por suas obras para câmara e orquestra, bem como suas óperas. Sua primeira ópera, Song from the Uproar, baseada na vida da exploradora suíça Isabelle Eberhardt, com libreto de Royce Vavrek, estreou em Nova York em março de 2012, tendo recebido nova performance em Los Angeles em outubro de 2015.